# Hylemeridia nigricosta
Hylemeridia nigricosta là một loài bướm đêm trong họ Geometridae.